# Mohamed Hashem
Mohamed Alaa Hashem (nascido em 23 de janeiro de 1988) é um handebolista egípcio que integrou a seleção egípcia nos Jogos Olímpicos de Verão de 2016 no Rio de Janeiro, onde a equipe ficou em nono lugar. Atua como armador central e joga pelo clube Aviation SC.